# 세바스티앵 미쇼
세바스티앵 미쇼(프랑스어: Sébastien Michaud, 1987년 5월 7일~)는 캐나다의 태권도 선수이다. 2008년 하계 올림픽과 2012년 하계 올림픽에 남자 페더급에 참가했으며 세계 선수권 대회에서 동메달 2개, 팬아메리카 선수권 대회에서 금메달 2개를 획득했다.